# Eemil Nestor Setälä

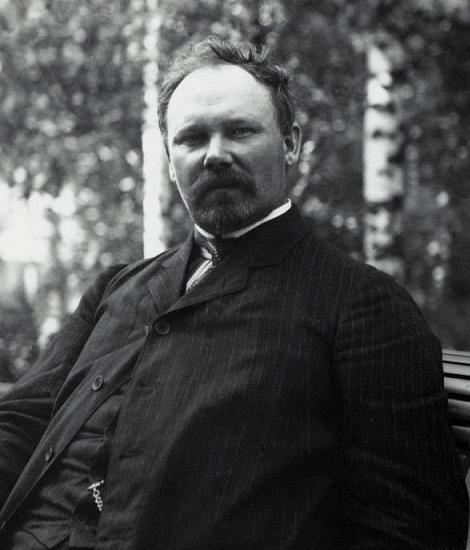
Eemil Nestor Setälä 1930

Eemil Nestor Setälä, Valtioneuvos (auch Emil Nestor Setälä, als Autor meist abgekürzt als E. N. Setälä; * 27. Februar 1864 in Kokemäki; † 8. Februar 1935 in Helsinki) war ein finnischer Sprachwissenschaftler und Politiker. Von September bis November 1917 war er der Präsident des finnischen Senats, wodurch er zum Verfasser der Finnischen Unabhängigkeitserklärung wurde.

## Sprachwissenschaft
Setälä schrieb noch als Schüler eine finnische Syntax (1880), die bis lange nach seinem Tod neu aufgelegt wurde und ein Standardwerk war. Auch wenn das Werk später in die Nähe des Plagiatverdachts gerückt wurde, bleibt seine Wirkung für die Fennistik unbestritten. Von 1893 bis 1929 war Setälä Professor für finnische Sprache und Literatur an der Universität Helsinki. Er hatte bedeutenden Einfluss auf die Erforschung der finnischen Sprache. Er war der Gründer des  Forschungsinstituts Suomen suku („Die Familie der finnischen Sprache“). 1901 konzipierte er die Entwurfsfassung des Uralischen Phonetischen Alphabets (UPA) in der ersten Nummer der von ihm und Kaarle Krohn gegründeten Zeitschrift Finnisch-Ugrische Forschungen. 1921 wurde er zum korrespondierenden Mitglied der Göttinger Akademie der Wissenschaften gewählt. 1932 wurde er als korrespondierendes Mitglied in die Preußische Akademie der Wissenschaften aufgenommen. 1909 erhielt er von der Universität Leipzig den Ehrendoktortitel.

## Politik

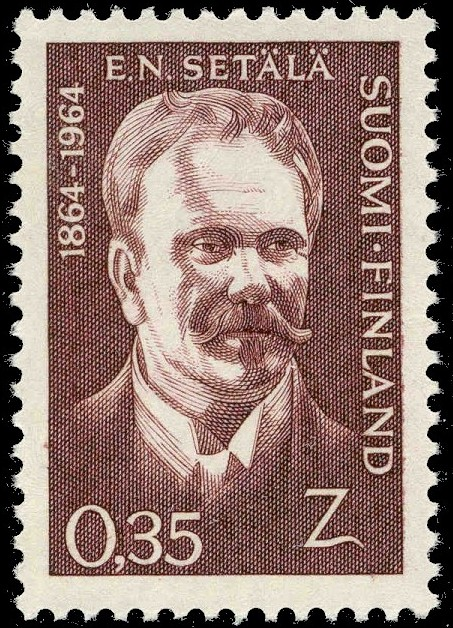
Eemil Nestor Setälä

Als Politiker wurde er mehrmals für die Jungfinnische Partei und später für die Nationale Sammlungspartei in das Parlament gewählt. Für eine kurze Zeit während des Endes des Ersten Weltkrieges agierte er als Senatspräsident als faktisches Staatsoberhaupt. Später war er Erziehungsminister (1925) und Außenminister (1925–1926). 1927–1930 war er Botschafter Finnlands in Dänemark und Ungarn.

## Ausgewählte Bibliographie
- Suomen kielen lauseoppi. Helsinki: Holm 1880. 54 S.
- Lisiä suomalais-ugrilaisen kielentutkimuksen historiaan, in: Suomi 3,5, S. 181–350.
- Zur Herkunft und Chronologie der älteren germanischen Lehnwörter in den ostseefinnischen Sprachen, in: Journal der la Société Fnno-Ougrienne 23 (1906), 1, S. 1–50.
- Bibliographisches verzeichnis der in der literatur behandelten älteren germanischen bestandteile in den ostseefinnischen sprachen, in: Finnisch-ugrische Forschungen 13 (1913), S. 345–475.
- Suomensukuisten kansojen esihistoria, in: Suomen suku I. Helsinki: Otava 1926, S. 120–189.
- (gemeinsam mit J.H. Kala) Näytteitä äänis- ja keskivepsän murteista. Julkaissut ja suomentanut E. A. Tunkelo apunaan Reino Peltola. Helsinki: Suomalais-ugrilainen seura 1951. 621 S.
- (gemeinsam mit Väinö Kyrölä) Näytteitä liivin kielestä. Kerännyt E.N. Setälä. Suomentanut ja julkaissut Väinö Kyrölä. Helsinki: Suomalais-ugrilainen seura 1953. 530 S.

## Sekundärliteratur
- Memoria saecularis E.N. Setälä 27.II.1964. Helsinki: Suomalais-ugrilainen seura 1964.
- Fred Karlsson: E. N. Setälä vaarallisilla vesillä. Tieteellisen vallankäytön, käyttäytymisen ja perinteen analyysi. Helsinki: SKS 2000. 309 S.